# Queenstown (Tasmanien)
Queenstown ist eine Stadt im Westen des australischen Bundesstaates Tasmanien. Sie liegt in einem Tal westlich des Mount Owen in der West Coast Range.
Bei der Volkszählung 2016 hatte die Stadt 1755, 2011 hingegen noch die Stadt 1975 Einwohner. Fünf Jahre zuvor waren es wiederum noch 2117.

## Geschichte
Die Geschichte von Queenstown war lange Zeit durch den Bergbau bestimmt. Die bergige Gegend wurde erstmals 1862 erforscht. Erst viel später fand man alluviales Gold am Mount Lyell, was 1881 zur Gründung der Mount Lyell Gold Mining Company führte. Ab 1892 schürfte man in dem Bergwerk auch nach Kupfer. Schließlich wurde die Bergbaugesellschaft in Mount Lyell Mining and Railway Company umbenannt.
In den ersten Jahren des 20. Jahrhunderts war Queenstown das Zentrum des Bergbaudistriktes Mount Lyell und besaß viele Schmelzöfen, Ziegeleien und Sägemühlen. Die Gegend war damals üppig bewaldet. Um 1900 lebten 5051 Einwohner in der Stadt und 10.541 im gesamten Verwaltungsbezirk.
In Queenstown waren die Behörden des gleichnamigen Verwaltungsbezirks angesiedelt, bis dieser in den 1990er Jahren mit den anderen Verwaltungsbezirken der Westküste zusammengelegt wurde. In ihren besten Zeiten gab es eine Reihe von Hotels, Kirchen und Schulen in der Stadt, aber seit der Schließung der Bergbaugesellschaft hat ihre Zahl deutlich abgenommen.
Die Stadt beherbergte auch die Organisation for Tasmanian Development, die 1982 gegründet wurde.
Der Bau etlicher Staudämme in der Nähe durch Hydro Tasmania führte in den 1980er Jahren zu einem kurzen Boom in Queenstown. Der Darwin-Staudamm und der Crotty-Staudamm, durch die der Lake Burbury – ein beliebter Ort für Sportfischen und andere Freizeitaktivitäten – entstand, wurden in dieser Zeit gebaut. Sie entstanden nach der Streichung des Franklin-Staudamm-Projektes 1983 nach der Kampagne von Umweltschützern.
Queenstown erfährt heute eine Wiederbelebung, die sich in der Popularität ihres 2010 erstmals abgehaltenen Arts and Heritage Festivals zeigte. In der Stadt gibt es neuerdings eine kleine, aber prosperierende Gesellschaft von Künstlern, die aus Schriftstellern, Malern, Fotografen und Historikern besteht, die sich durch die einzigartige Schönheit und Geschichte von Queenstown inspirieren lassen.
Die kürzlich wiederaufgebaute Zahnradbahn (System Abt) und die neuen Bergbau- und Forschungsaktivitäten in der Region haben auch zur Verjüngung der Stadt in den letzten Jahren beigetragen.

## Ökologie

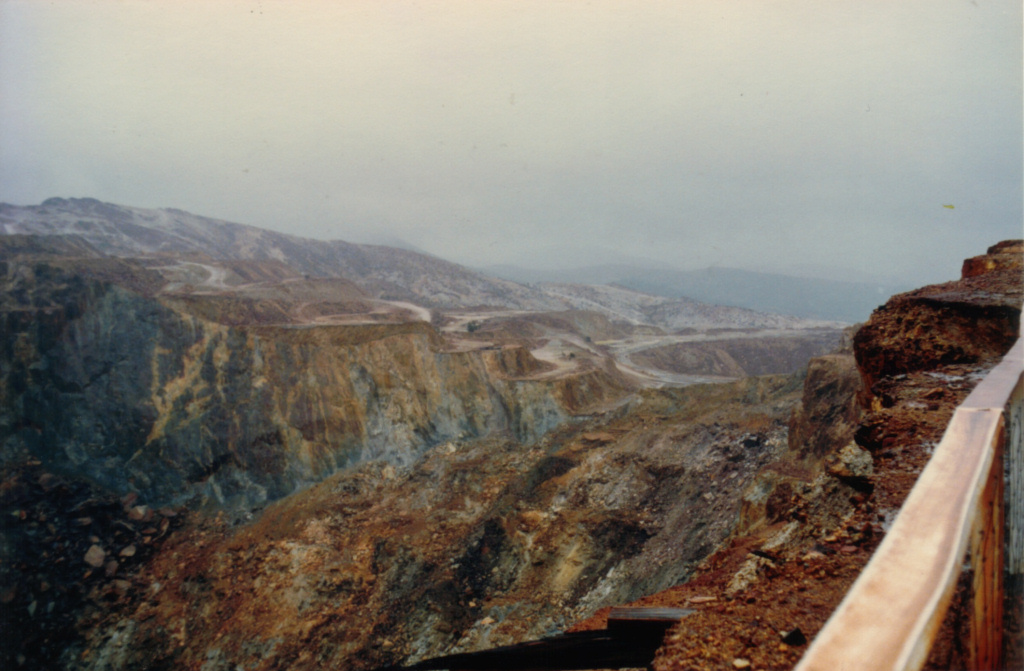
Die “Mondoberfläche” in Queenstown (Dezember 1984)

Die Berge um Queenstown zeigen ungewöhnliche rosafarbene und graue Färbungen, die von dem Sedimentgestein an den beiden Bergen in unmittelbarer Nähe – dem Mount Lyell und dem Mounr Owen – kommen. Im Winter sind die Berggipfel um Queenstown oft schneebedeckt. In der Stadt selbst schneit es nur einige Tage im Jahr.

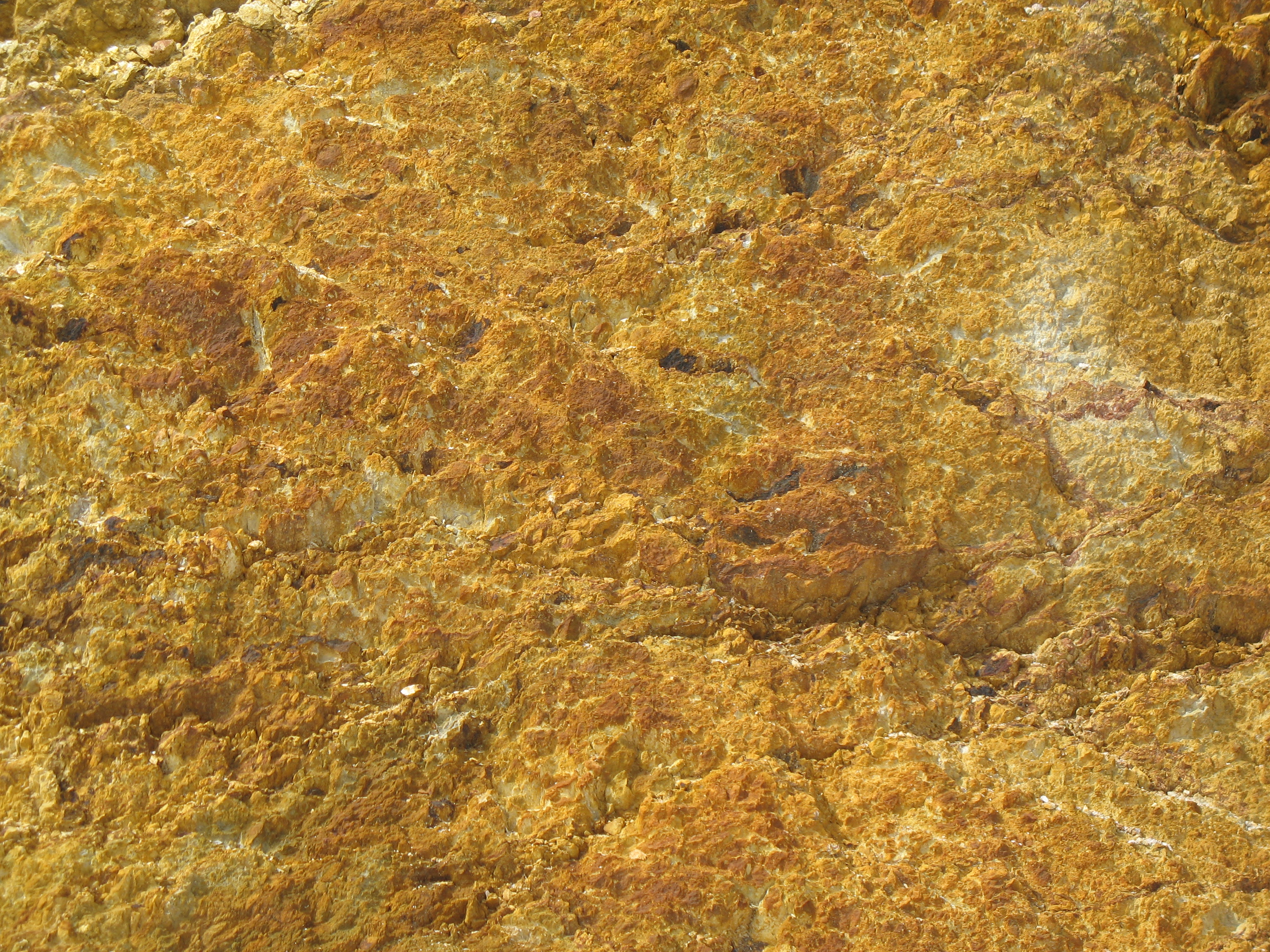
Eine Felswand bei Queenstown aus der Nähe

Eine Kombination von Holzeinschlag zur Befeuerung der Schmelzöfen (ca. 40 Jahre lang) und heftigen jährlichen Regenfällen führte zur Erosion der flachen Erdschichten über viele Jahrzehnte, sodass die härteren Felsen zu Tage traten.
Typisch für den Bewuchs, der sich nach den Waldbränden im westlichen Tasmanien auf den betroffenen Flächen entlang der Bäche am Hang entwickelte, ist das niedrige Buschwerk, das eine erste Stufe auf dem langen Weg der Wiederherstellung der Ökologie dieser Region darstellt.
Einige Bewohner dieser Gegend gaben in den 1980er-Jahren zu bedenken, dass das niedrige Buschwerk das Aussehen einer starren „Mondoberfläche“, die typisch für die Südhänge des Mount Lyell und die Nordhänge des Mount Owen ist, beeinträchtigen könnte. Obwohl es dort große Flächen gibt, auf denen sich auf Grund ihrer Steilheit und der fehlenden Erde kein neuer Bewuchs bilden wird, wird sich die Mythologie der Entstehung dieser Flächen durch den Grad der Erholung der Pflanzendecke mit der Zeit als teilweise unwahr erweisen.
Der Queen River musste die meiste Zeit der Existenz der Mount Lyell Company ihre Abwässer von Queenstown aufnehmen, die dann in den King River und schließlich in den Macquarie Harbour weitergeleitet wurden.
Das Mount Lyell Remediation and Research and Demonstration Program hat dafür gesorgt, dass die Abwässer aus dem Bergbau und der Stadt nicht mehr direkt in den Vorfluter eingeleitet werden.

## Heutiger Zustand

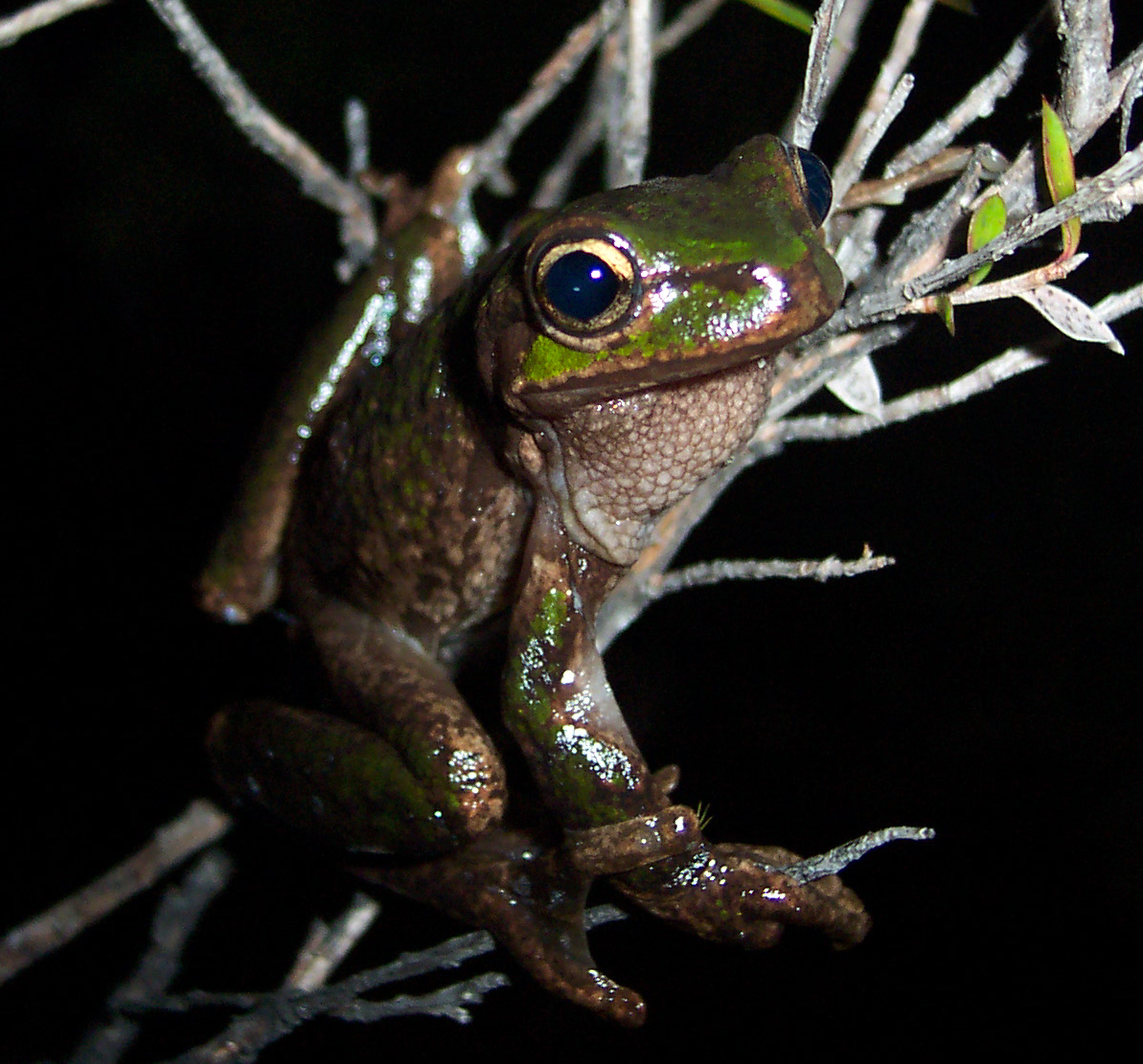
Ein Tasmanischer Baumfrosch (Litoria Burrowsae) aus Queenstown

Heute ziehen die Stadt und ihre Umgebung Touristen in großer Zahl an, die entweder mit organisierten Touren oder mit dem Leihwagen kommen.
Der Bergbau im alten Bergwerk am Mount Lyell wird fortgeführt. Er wurde 1995–1999 von unabhängigen der Copper Mines of Tasmania, die anschließend in eine indische Unternehmensgruppe integriert wurde, sodass die Konzentrate heute nach Indien zur Weiterverarbeitung verschifft werden.
In der Region wird weiterhin nach ausbeutbaren Erzlagerstätten gesucht. Wegen der komplexen Geologie besteht weiterhin Potential zur Erschließung von Rohstoffen. Die in den 1990er-Jahren eröffnete Henty Gold Mine ist ein gutes Beispiel hierfür.
Queenstown ist der Zielbahnhof der West Coast Wilderness Railway, die nach Süden, am Queen River und dann am Nordufer des King River entlang, zum Hafen Strahan am Macquarie Harbour führt.

## Klima
|                       | Jan   | Feb  | Mär   | Apr   | Mai   | Jun   | Jul   | Aug   | Sep   | Okt   | Nov   | Dez   |   |         |
| Mittl. Tagesmax. (°C) | 21,0  | 22,0 | 19,9  | 16,6  | 14,4  | 12,2  | 11,6  | 12,4  | 13,5  | 15,9  | 17,6  | 19,3  | ⌀ | 16,3    |
| Mittl. Tagesmin. (°C) | 8,3   | 8,6  | 7,6   | 6,5   | 4,5   | 2,7   | 2,4   | 3,1   | 4,0   | 5,1   | 6,4   | 7,9   | ⌀ | 5,6     |
|                       |       |      |       |       |       |       |       |       |       |       |       |       |   |         |
| Niederschlag (mm)     | 149,9 | 98,8 | 147,2 | 211,3 | 241,4 | 212,7 | 268,6 | 267,5 | 248,5 | 209,9 | 183,7 | 168,1 | Σ | 2.407,6 |

| 8,3 |

| 8,6 |

| 7,6 |

| 6,5 |

| 4,5 |

| 2,7 |

| 2,4 |

| 3,1 |

| 4,0 |

| 5,1 |

| 6,4 |

| 7,9 |

| 8,3 |

| 8,6 |

| 7,6 |

| 6,5 |

| 4,5 |

| 2,7 |

| 2,4 |

| 3,1 |

| 4,0 |

| 5,1 |

| 6,4 |

| 7,9 |